# Muchtarchan Dildäbekow
Muchtarchan Qabylanbekuly Dildäbekow (kasachisch Мұхтархан Қабыланбекұлы Ділдәбеков; * 19. März 1976) ist ein ehemaliger kasachischer Boxer im Superschwergewicht. Dildabekow war Gewinner der Asienspiele 1998 und Silbermedaillengewinner der Asienspiele 2002 und 2006 sowie der Weltmeisterschaften 1999. Außerdem gewann er die olympische Silbermedaille 2000.

## Karriere
1998 gewann Dildäbekow die Asienspiele im Superschwergewicht (+91 kg) mit einem Finalsieg über Mohamed Reza Kalkh Samadi, Iran (KO 3.). Bei Weltmeisterschaften in Houston im Jahr darauf, schlug er u. a. im Viertelfinale Cengiz Koç, Deutschland (8:4), und im Halbfinale Paolo Vidoz, Italien (3:1), bevor er im Final dem Türken Sinan Şamil Sam knapp unterlag (+4:4).
Auch im Jahr 2000 sicherte er sich bei den Olympischen Spielen 2000 in Sydney die Silbermedaille. In der ersten Runde schlug er den Polen Grzegorz Kiełsa, im Viertelfinale besiegte dann den Kubaner Alexis Rubalcaba, dem er bei zwei anderen Begegnungen noch unterlegen war. Mit einem Halbfinalsieg über den Usbeken Rustam Saidow konnte er sich schließlich für das Finale qualifizieren, in dem er allerdings Audley Harrison nach Punkten unterlag.
Bei den Ostasienspielen 2001 gewann Dildäbekow die Goldmedaille und 2002 bei den Asienspielen wurde er Zweiter, wobei er im Finale Rustam Saidov, Usbekistan (29:21), unterlag.
2003 nahm er an den Weltmeisterschaften in Bangkok teil, unterlag dort aber schon im ersten Kampf knapp 19:20 nach Punkten gegen den deutschen Vertreter Sebastian Köber. Im Jahr 2004 gewann er in Guangzhou das asiatische Qualifikationsturnier für die Olympischen Spiele in Athen. Bei seiner zweiten Olympiateilnahme kam er jedoch über das Viertelfinale nicht hinaus; zwar schlug er Sebastian Köber, schied dann aber mit einer Punktniederlage gegen Alexander Powetkin aus.
Sein letztes internationales Turnier waren die Asienspiele 2006, bei denen nochmals das Finale erreichte, dieses jedoch wiederum gegen Rustam Saidow, Usbekistan (RSC 3.), verlor. Danach konnte Dildäbekow nicht mehr auf internationaler Ebene in Erscheinung treten und beendete seine Karriere.
| Personendaten    | Personendaten                                                                                                |
| ---------------- | --- |
| NAME             | Dildäbekow, Muchtarchan                                                                                      |
| ALTERNATIVNAMEN  | Ділдәбеков, Мұхтархан Қабыланбекұлы (kyrillisch); Dildäbekow, Muchtarchan Qabylanbekuly (vollständiger Name) |
| KURZBESCHREIBUNG | kasachischer Superschwergewichtsboxer                                                                        |
| GEBURTSDATUM     | 19. März 1976                                                                                                |